# Petra Schott
Petra Schott (geboren im 20. Jahrhundert) ist eine deutsche Juristin und Künstlerin. Sie war von 2003 bis 2008 Mitglied des Staatsgerichtshofs des Landes Hessen.

## Leben

### Ausbildung und juristischer Werdegang
Schott studierte Rechtswissenschaft an der Georg-August-Universität Göttingen und anschließend Freie Kunst an der Kunsthochschule Kassel. Sie begann Ende der 70er Jahre ihre juristische Laufbahn als Richterin am Amtsgericht Kassel, wechselte schließlich an den Verwaltungsgerichtshof und wurde 2006 zur Europäischen Kommission in Brüssel abgeordnet.
Am 5. Juni 2003 wurde Schott auf Vorschlag der Fraktion Bündnis 90/Die Grünen vom Hessischen Landtag zum stellvertretenden nicht richterlichen Mitglied am Staatsgerichtshof des Landes Hessen gewählt. Sie hatte das Amt bis zum Ende der Legislaturperiode 2008 inne.
Im November 2014 nahm Schott als Referentin an der Jahresveranstaltung des Europäischen Sozialfonds (ESF) als Referentin teil. Gastgeber war das Hessische Ministerium für Soziales und Integration in Fulda. Sie erläuterte auf Basis von Zahlen der EU-Kommission, dass sich der Gender-Pay-Gap in den europäischen Ländern nicht nur für die Frauen persönlich nachteilig auswirkt, sondern auch für die Wirtschaftsleistung der jeweiligen Staaten. Als Ursachen beschrieb sie Diskriminierung aufgrund des Geschlechts, die Unterbewertung typischer Frauenberufe, Geschlechterstereotype, Arbeitsmarktsegregation, die „Gläserne Decke“ bei Karriereverläufen von Frauen und die Ungleichverteilung von bezahlter Erwerbsarbeit und unbezahlter Arbeit.

### Künstlerischer Werdegang
Parallel zu ihrem juristischen Beruf hat Schott immer auch künstlerisch gearbeitet und an Ausstellungen teilgenommen. Als sie 2015 von Brüssel nach Frankfurt am Main umzog, baute sie in Offenbach ein Atelier auf und schloss sich der Produzentengalerie Brücke54, dem Bund Bildender Künstler (BBK) Frankfurt, dem Hanauer Kulturverein und dem Künstlerclub Frankfurt an. Seit 2017 nahm sie an der Kunstakademie Bad Reichenhall bei Leiko Ikemura am Meisterkurs teil.
In der Galerie im Verwaltungsgericht Kassel zeigte Schott 1996 eigene Werke in einer Gemeinschaftsausstellung mit Harald Birck und Frank Zucht. Eine weitere Ausstellung wurde im Jahr 2000 zusammen mit den Künstlerkollegen Max Weinberg, Barbara Greul Aschanta, Norit Tszorf und Elke Jordy in der Justizvollzugsanstalt  Butzbach veranstaltet. 2002/2003 hatte Schott im Hessischen Verwaltungsgerichtshof eine Einzelausstellung.

## Veröffentlichungen
- The European Union: A Trailblazer for Equality (Die Europäische Union: Wegbereiter für die Gleichstellung). In: Susanne Baer, Miriam Hoheisel (Hrsg.): Between success and disappointment. Gender equality policies in an enlarged Europe. Kleine, Bielefeld 2008, ISBN 978-3-89370-446-0, S. 27–45. Inhaltsverzeichnis[8]

## Ausstellungen (Auswahl)
Einzelausstellung
- 2002/03: Einzelausstellung im Hessischen Verwaltungsgerichtshof

Gruppenausstellungen
- 2009: salonfähig, Gruppenausstellung des Kunstvereins Eulengasse Frankfurt am Main in der Shedhalle FABRIKculture in Hégenheim bei Basel, Frankreich[9]
- 2020: mit Lisa Niederreiter: Der Seelen wunderliches Bergwerk, Ausstellungsraum Eulengasse, Frankfurt am Main[10]
- 2020: Independent Art Fair Participate NOW! – γλαῦκας εἰς Ἀθήνας κομίζειν, die Kunstmesse hätte ursprünglich in Athen stattfinden sollen, war aber coronabedingt nur online zugänglich und wurde später unter Auflagen zugänglich gemacht im Ausstellungsraum Eulengasse[11]
- 2021: Hut ab – Kopf an! – Zeitzeugen, Gespräche und Werke – zum 100. Geburtstag von Joseph Beuys, Ausstellungsraum Eulengasse[12]

- 2022: Kurswechsel, Ausstellungsraum Eulengasse[13]
- 2022: Zeitkonserven – Was wird bleiben von der Kunst?, Ausstellungsraum Eulengasse[14]